# Walther Flemming
Walther Flemming (* 21. dubna 1843, Sachsenberg, Německo – 4. srpna 1905, Kiel) byl německý biolog, zakladatel cytogenetiky.

## Život
Narodil se jako páté dítě a jediný syn psychiatra Carla Friedricha Flemminga (1799–1880) a jeho druhé ženy, Auguste Winterové. Základní vzdělání získal na Gymnasium der Residenzstadt, kde mu byl spolužákem pozdější spisovatel a dlouholetý přítel Heinrich Seidel.
Flemming studoval medicínu na Univerzitě v Rostocku, kterou absolvoval v roce 1868. V letech 1870–1871 sloužil jako vojenský lékař v prusko-francouzské válce. Mezi léty 1873 a 1876 učil na Pražské univerzitě. Roku 1876 přijal místo profesora anatomie na Univerzitě v Kielu, kde se nakonec stal ředitelem Anatomického institutu a kde pracoval až do roku 1901.
Anilinová barviva mu umožnila odhalit strukturu, která silně obsorbovala bazofilní barviva, kterou nazval chromatin. Rozpoznal, že chromatin má vztah k vláknitým strukturám v jádru buňky — chromozomům (doslovně z řečtiny „barevným tělesům“), které takto později pojmenoval německý anatom Wilhelm von Waldeyer-Hartz (1836–1921). Belgický vědec Edouard Van Beneden (1846–1910) je nezávisle pozoroval také.
Flemming zkoumal proces buněčného dělení a rozdělení chromozomů na identické poloviny. Tento proces nazval mitóza (z řeckého mitos – „vlákno“). Mitózu studoval in vivo i v barvených preparátech, přičemž jako biologického materiálu užíval ploutve a žábry mloků. Své výsledky publikoval v roce 1882 ve své klíčové knize Zell-substanz, Kern und Zelltheilung (1882; Cytoplazma, jádro a buněčné dělení). Na základě svých výzkumů Flemming jako první vytušil, že všechna buněčná jádra pocházejí z jiného předchozího jádra (což vyjádřil ve známé frázi omnis nucleus e nucleo).
Flemming nebyl obeznámen s výzkumy Gregora Mendela (1822–1884) ohledně dědičnosti, takže si svá pozorování nespojoval s genetickou dědičností. Až po dvou desetiletích, když byly znovuobjeveny Mendelovy zákony, se odhalil skutečný význam Flemmingovy práce. Jeho objev mitózy a chromozomů je uznáván za jeden ze 100 nejdůležitějších vědeckých objevů všech dob a jeden z 10 nejdůležitějších objevů v oblasti buněčné biologie (spolu s objevem meiózy Augusta Weismanna (1834–1914), buněčnou teorií Theodora Schwanna (1810–1882) a Matthiase Schleidena (1804–1881) a prvními genetickými mapami Thomase Hunta Morgana (1866–1945)).
Flemmingovo jméno nese medaile udělovaná Německou společností pro buněčnou biologii (Deutschen Gesellschaft für Zellbiologie).